# WTA de Bad Homburg
O WTA de Bad Homburg – ou Bad Homburg Open, atualmente – é um torneio de tênis profissional feminino, de nível WTA 500.
Realizado em Bad Homburg, sudoeste da Alemanha, estreou em 2021. Estava programado um ano antes, mas não aconteceu por causa da pandemia de COVID-19. Os jogos são disputados em quadras de grama durante o mês de junho.

## Finais

### Simples
| Ano                                                         | Campeã             | Vice-campeã        | Resultado      |
| ----------------------------------------------------------- | ------------------ | ------------------ | -------------- |
| 2025                                                        | Jessica Pegula     | Iga Świątek        | 6–4, 7–5       |
| 2024                                                        | Diana Shnaider     | Donna Vekić        | 6–3, 2–6, 6–3  |
| 2023                                                        | Kateřina Siniaková | Lucia Bronzetti    | 6–2, 7–65      |
| 2022                                                        | Caroline Garcia    | Bianca Andreescu   | 56–7, 6–4, 6–4 |
| 2021                                                        | Angelique Kerber   | Kateřina Siniaková | 6–3, 6–2       |
| Torneio não realizado em 2020 devido à pandemia de COVID-19 |                    |                    |                |

### Duplas
| Ano                                                         | Campeãs                                 | Vice-campeãs                        | Resultado         |
| ----------------------------------------------------------- | --------------------------------------- | ----------------------------------- | ----------------- |
| 2025                                                        | Guo Hanyu Alexandra Panova              | Lyudmyla Kichenok Ellen Perez       | 4–6, 7–64, [10–5] |
| 2024                                                        | Nicole Melichar-Martinez Ellen Perez    | Chan Hao-ching Veronika Kudermetova | 4–6, 6–3, [10–8]  |
| 2023                                                        | Ingrid Gamarra Martins Lidziya Marozava | Monica Niculescu Eri Hozumi         | 6–0, 7–63         |
| 2022                                                        | Eri Hozumi Makoto Ninomiya              | Alicja Rosolska Erin Routliffe      | 6–4, 56–7, [10–5] |
| 2021                                                        | Darija Jurak Andreja Klepač             | Nadiia Kichenok Raluca Olaru        | 6–3, 6–1          |
| Torneio não realizado em 2020 devido à pandemia de COVID-19 |                                         |                                     |                   |